# P&O Ferries
P&O Ferries é uma empresa britânica de navegação criada em 2002, que opera ferryboats no Reino Unido, Irlanda e Europa Continental (França, Bélgica, Holanda e Espanha). Estas operações foram em diferentes momentos executados por subsidiárias separadas da Peninsular and Oriental Steam Navigation Company (P&O), sob as denominações Pandoro Ltd, P&O European Ferries, P&O Portsmouth, P&O North Sea Ferries, P&O Irish Sea e em regime de joint venture a P&O Stena Line.

## História

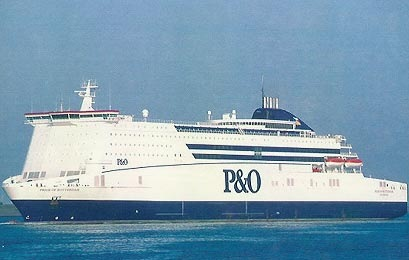
Pride of Rotterdam que navega na rota Hull–Rotterdam.

A P&O iniciou os serviços de ferry boat no final da década de 1960 operando no Mar do Norte e Canal da Mancha. Na década de 1970 com a diminuição das atividades das linhas marítimas mantidas pela Peninsular and Oriental Steam Navigation Company a operação do Canal da Mancha foi vendida para a European Ferries. A P&O adquiriu em 1986 o controle acionário da European Financial Holdings Ltd que era proprietária de 20.8% das ações da European Ferries.
A Monopolies and Mergers Commission (Comissão de monopólio e concorrência)  obrigou a separação da companhia em três novas empresas:P&O Portsmouth, P&O North Sea e P&O Stena Line que é uma joint venture entre a P&O e a empresa sueca Stena Line.
Em abril de 2002 P&O comprou a totalidade das ações da P&O Stena Line.
Em 15 de outubro de 2002 foi constituída a P&O Ferries, com sede em Dover no Reino Unido.